# 최강전사 미니특공대: 새로운 악당의 습격
《최강전사 미니특공대: 새로운 악당의 습격》은 2015년 2월 5일에 개봉한 대한민국의 애니메이션 영화이다.

## 캐스팅
- 엄상현, 양정화 : 볼트 역
- 전태열 : 새미 역
- 신용우 : 맥스, 제레미 아이언스 박사 역
- 이소영 : 루시 역
- 소연 : 안나 아이언스 역
- 홍진욱 : 첸, 파스칼 역
- 성완경 : 제우스 역
- 남도형 : 레이, 파카스 역
- 정영웅 : 워머 역